# Citizen Cup 1995
Der Citizen Cup 1995 war die Regattaserie zur Ermittlung des US-amerikanischen Verteidigers (defender) im America’s Cup desselben Jahres. Drei Verteidiger-Syndikate mit vier Yachten der International America’s Cup Class nahmen an den Ausscheidungsregatten in vier Round-Robin-Runden (jeder gegen jeden) teil. Im Finale wurde der Verteidiger des America’s Cup gegen den Gewinner des Louis Vuitton Cup [Ausscheidungsregatten für die Herausforderer (challenger) des America’s Cup] ermittelt.

## Citizen Cup Wettbewerb 1995
Erstmals in der Geschichte des Wettbewerbs nahm am Citizen Cup 1995 eine reine Frauen-Crew teil, und zwar auf der Yacht Mighty Mary  des America3 Foundation Syndikats, angeführt von dem US-amerikanischen Geschäftsmann Bill Koch. Für besonderes Aufsehen sorgte auch die Yacht Young America, deren Rumpf der Pop-Art-Künstler Roy Lichtenstein gestaltet hatte. Sie wurde aufgrund ihrer Bemalung auch Mermaid (Seejungfrau) genannt und ist die einzige AC-Yacht, die heute als letztes Kunstwerk von Roy Lichtenstein im Museum Storm King Art Center in Mountainville bei New York ausgestellt ist.

## Teilnehmende Yachten
| Segelnummer | Yacht           | Syndikat            | Yacht-Club           |
| ----------- | --------------- | ------------------- | -------------------- |
| USA-23      | America3        | America3 Foundation | San Diego Yacht Club |
| USA-43      | Mighty Mary     | America3 Foundation | San Diego Yacht Club |
| USA-34      | Stars & Stripes | Team Dennis Conner  | San Diego Yacht Club |
| USA-36      | Young America   | PACT 95             | New York Yacht Club  |

## Round Robin 1
| Yacht           | Siege | Niederlagen | Punkte | Gesamtpunkte |
| --------------- | ----- | ----------- | ------ | ------------ |
| America3        | 1     | 6           | 1      | 1            |
| Mighty Mary     | -     | -           | -      | -            |
| Stars & Stripes | 3     | 3           | 3      | 3            |
| Young America   | 5     | 1           | 5      | 5            |

## Round Robin 2
| Yacht           | Siege | Niederlagen | Punkte | Gesamtpunkte |
| --------------- | ----- | ----------- | ------ | ------------ |
| America3        | 1     | 4           | 2      | 3            |
| Mighty Mary     | -     | -           | -      | -            |
| Stars & Stripes | 3     | 1           | 6      | 9            |
| Young America   | 2     | 2           | 4      | 9            |

## Round Robin 3
| Yacht           | Siege | Niederlagen | Punkte | Gesamtpunkte |
| --------------- | ----- | ----------- | ------ | ------------ |
| America3        | 1     | 5           | 4      | 7            |
| Mighty Mary     | -     | -           | -      | -            |
| Stars & Stripes | 4     | 2           | 16     | 25           |
| Young America   | 4     | 2           | 16     | 25           |

## Round Robin 4
| Yacht           | Siege | Niederlagen | Punkte | Gesamtpunkte |
| --------------- | ----- | ----------- | ------ | ------------ |
| America3        | -     | -           | -      | -            |
| Mighty Mary     | 3     | 3           | 9      | 16           |
| Stars & Stripes | 2     | 3           | 6      | 31           |
| Young America   | 3     | 1           | 9      | 34           |

## Halbfinale
| Yacht           | Siege | Niederlagen | Punkte |
| --------------- | ----- | ----------- | ------ |
| Mighty Mary     | 5     | 5           | 5      |
| Stars & Stripes | 4     | 6           | 4      |
| Young America   | 5     | 0           | 5      |

## Finale
| Yacht           | Siege | Niederlagen | Punkte |
| --------------- | ----- | ----------- | ------ |
| Mighty Mary     | 4     | 6           | 4      |
| Stars & Stripes | 6     | 2           | 6      |
| Young America   | 3     | 5           | 3      |

Dennis Conner mit Stars & Stripes konnte den Citizen Cup 1995 gewinnen. Das Team optierte auf die schnellste Yacht der Ausscheidungsregatta, die Young America und versuchte im 29. America’s Cup im Jahr 1995 gegen die neuseeländische Black Magic (NZL-32) den Cup zu verteidigen. Das Team New Zealand mit dem Steuermann Russell Coutts gewann gegen Dennis Conner mit 5:0 Siegen und holte den America’s Cup erstmals nach Neuseeland. Damit hatte Conner nach 1983 den Cup das zweite Mal verloren.